# Barnes Wallis

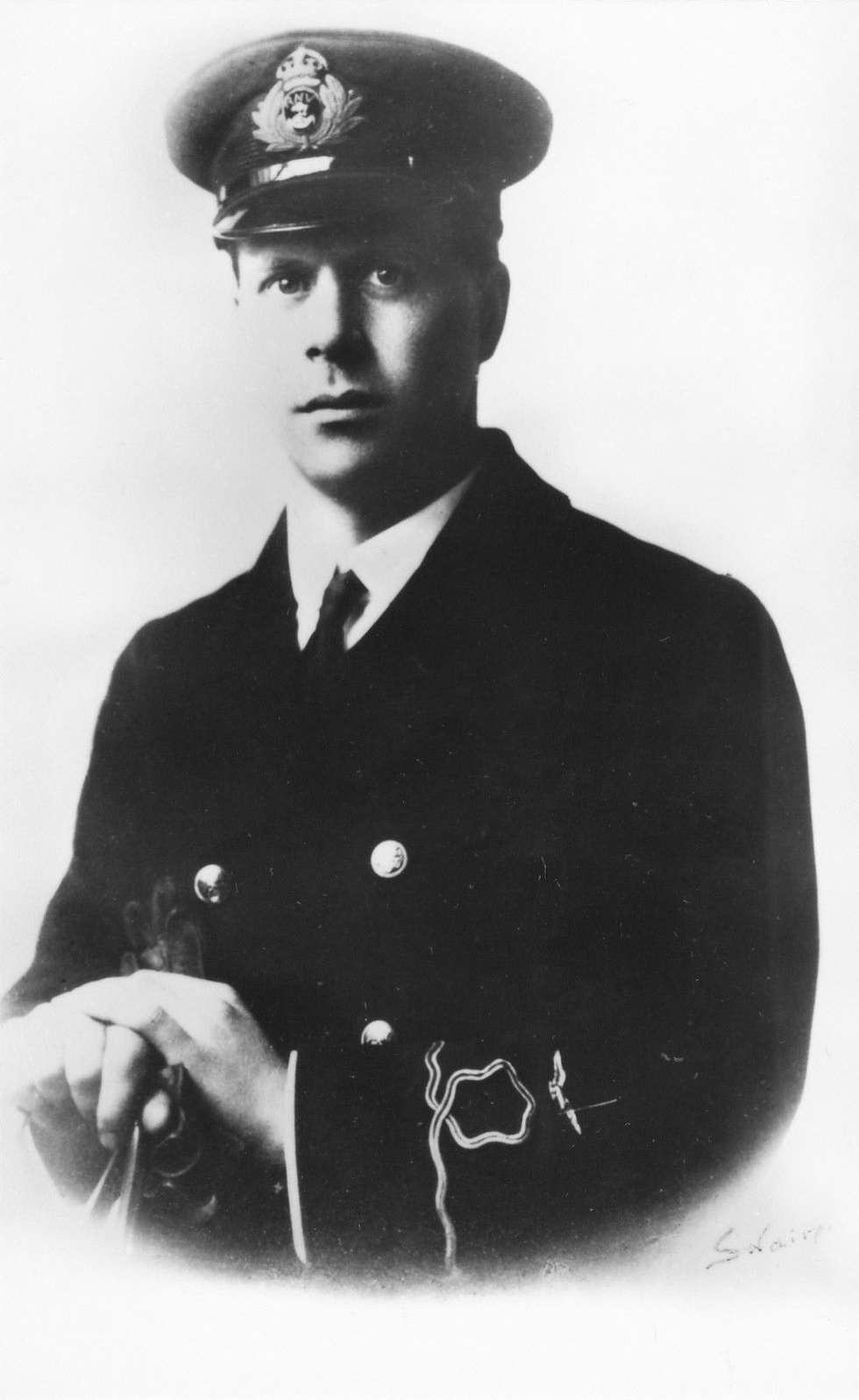
Barnes Wallis omstreeks 1914

Barnes Neville Wallis (Ripley (Derbyshire), 26 september 1887 – Effingham (Surrey), 30 oktober 1979) was een Britse wetenschapper, luchtvaartingenieur en uitvinder. Hij is het meest bekend door zijn uitvinding van de stuiterbom die de Royal Air Force gebruikte om stuwdammen in het Duitse Ruhrgebied aan te vallen in mei 1943 tijdens de Tweede Wereldoorlog.

## Biografie
Wallis werd in 1887 geboren in Ripley, in het Engelse graafschap Derbyshire. Na het afronden van de middelbare school ging hij in 1905 werken bij de Thames Engineering Works in Blackheath, zuidoost Londen. Aansluitend ging hij in de leer bij J. Samuel White als scheepsbouwkundige en volgde hij een opleiding werktuigbouwkunde aan de Universiteit van Londen. Al snel raakte hij meer geïnteresseerd in de luchtvaarttechniek en ging aan de slag bij Britse vliegtuigbouwer Vickers.
Hij werkte ook mee aan de ontwikkeling van luchtschepen. Hij was een pionier in het gebruik van lichte legeringen en was intensief betrokken bij de productie van de R100. Ondanks beter-dan-verwachte prestaties van de R100, werden luchtschepen na enkele ongevallen (onder andere met het zusterschip van de R100, de R101, en de Hindenburg) toch afgebouwd als transportmiddel. Hierna werkte Wallis mee aan diverse andere projecten in de luchtvaart.

## Bomontwerp

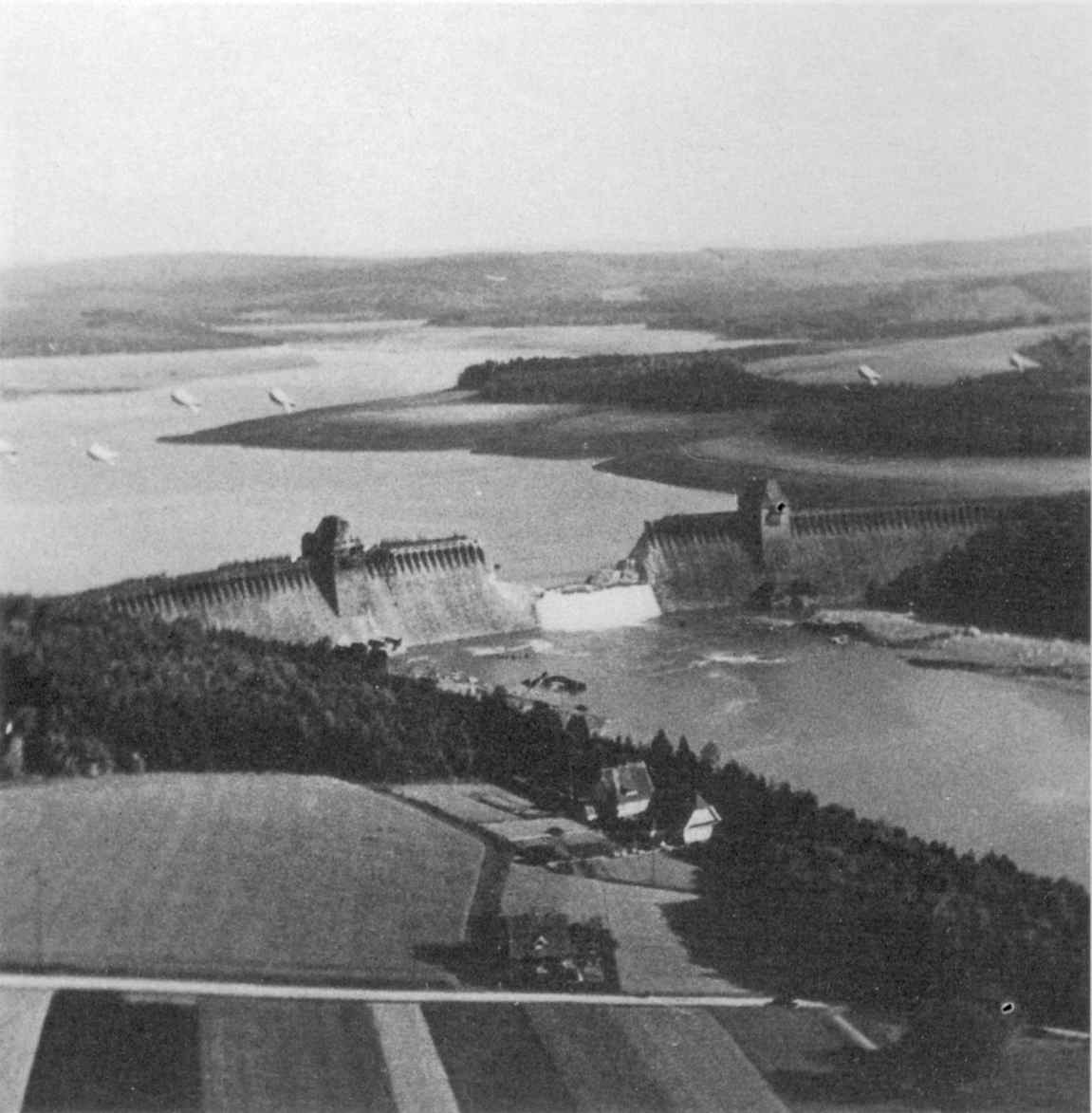
De Möhne stuwdam doorgebroken met stuiterbommen

Na het uitbreken van de Tweede Wereldoorlog begon Wallis aan de ontwikkeling van de stuiterbom – onder de codenaam Upkeep. De oorsprong van de stuiterbom lag bij scheepskanonniers van twee eeuwen eerder, die het bereik van scheepskogels vergrootten door ze letterlijk over of op het water te laten stuiteren. Wallis redeneerde dat een type bom dat opzettelijk stuiterde het mogelijk maakte om doelwitten te vernietigen die met gewone bommen of torpedo's niet te vernietigen zijn.
Talrijke ontwerpen van verkleinde 'stuiterbommen' werden getest alvorens Wallis concludeerde dat een cilindervormige bom die het water raakte in een hoek van ongeveer zeven graden een betrouwbare stuitering zou opleveren. De stuiterbom werd door de Royal Air Force succesvol getest bij een in onbruik geraakte dam in Wales. In 1943 werden met stuiterbommen drie van vijf aangevallen stuwdammen in het Duitse Ruhrgebied vernietigd.
Na het succes van de stuiterbom richtte Wallis zijn aandacht op zware vliegtuigbommen, bommen die 20 meter diep in de ondergrond konden doordringen alvorens te exploderen. De eerste was de Tallboybom (6 ton) en vervolgens de Grand Slambom (10 ton). Ze werden ingezet op strategische Duitse doelen, zoals V2-lanceerplatforms, onderzeeboothavens en andere versterkte doelen, grote civiele constructies zoals viaducten en bruggen, alsmede het Duitse slagschip Tirpitz. Ze waren de voorlopers van de moderne bunkerbusters.

## Na de oorlog
Na de oorlog werd Wallis benoemd tot hoofd van de R&D-afdeling van het toenmalige luchtvaartbedrijf Vickers-Armstrong, waar hij zou aanblijven tot aan zijn pensionering in 1971. Daar werkt hij aan ideeën als supersonisch vliegen. Ook opperde Wallis het idee om grote vrachtonderzeeërs te gebruiken voor olietransport, dit om de weercondities te vermijden. Dit idee werd op een tactisch niveau door de Duitsers toegepast.
Na de zware verliezen tijdens Operatie Chastise nam Wallis zich voor om nooit meer het leven van zijn piloten in de waagschaal te stellen. Zo werd hij een pionier in de besturing van vliegtuigen op afstand.
Voor zijn werk werd Wallis in 1968 geridderd en sindsdien mag hij als sir benoemd worden.